# Mainleite

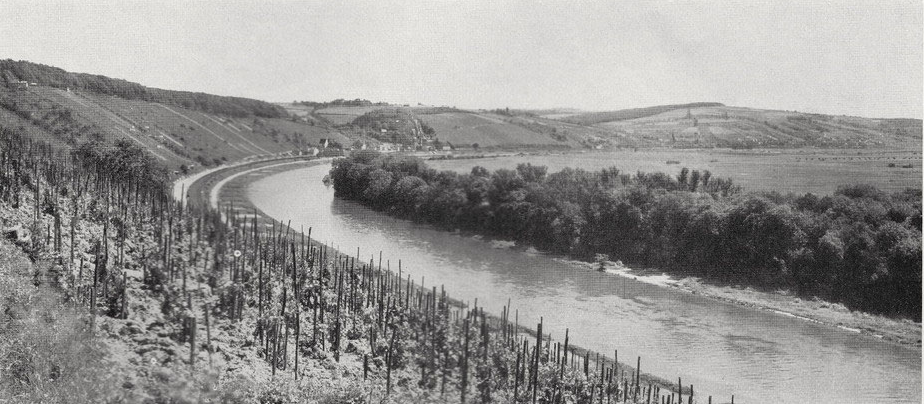
Die Mainleite verläuft entlang eines kreisrunden Mainbogens (Radius 2,45 km). Blick Richtung Mainberg 1936

Die Mainleite (Ortsangabe: an der Mainleite) ist eine historische Kulturlandschaft am Main, am östlichen Stadtrand von Schweinfurt. Der kreisrunde Uferstreifen mit Prallhang folgt dem Mainbogen zwischen Schweinfurt und Mainberg. Peterstirn wird der westliche Kopf der Mainleite genannt, auf dem sich eine burgähnliche Anlage befindet.
An der Mainleite wurde bis zum Anfang des 20. Jahrhunderts flächendeckend Weinbau betrieben, in den Weinlagen Schweinfurter Peterstirn, Schweinfurter Mainleite und Mainberger Mainleite. Derzeit findet, mit kleinen Ausnahmen, nur an der Peterstirn Weinbau statt.
Peterstirn und Mainleite haben aufgrund ihrer kulturhistorischen Bedeutung in der Wahrnehmung des Schweinfurter Bürgertums einen hohen Stellenwert, weshalb ein Schweinfurter Rotary Club den Namen Schweinfurt-Peterstirn und die Vierteljahres-Hefte des Historischen Vereins Schweinfurt den Namen Schweinfurter Mainleite tragen.

## Lage
Die Mainleite liegt am östlichen Knie des Maindreiecks, im Naturraum Mainfränkische Platten, am Übergang vom Hesselbacher Waldland (Schweinfurter Rhön) zum Schweinfurter Becken. Sie liegt südlich des Hainbergs, zwischen dem östlichen Stadtrand von Schweinfurt und dem Ortsteil Mainberg der Gemeinde Schonungen.
Quer durch die Mainleite verläuft die historische wie auch heutige Grenze (siehe untere Karte) zwischen der einstigen Reichsstadt Schweinfurt bzw. der heutigen kreisfreien Stadt und dem Landkreis Schweinfurt, mit Mainberg bzw. Schonungen. Historische Grenzsteine zwischen der Reichsstadt und dem einst selbständigen Dorf Mainberg sind noch beim Schindturm erhalten (siehe: Höllenbach, Freizeit und Erholung). Wegen der engen Verflechtungen wollte sich Mainberg im Rahmen der bayerischen Gebietsreform Schweinfurt anschließen, kam aber 1975 zu Schonungen (siehe: Schonungen, Eingemeindungen).

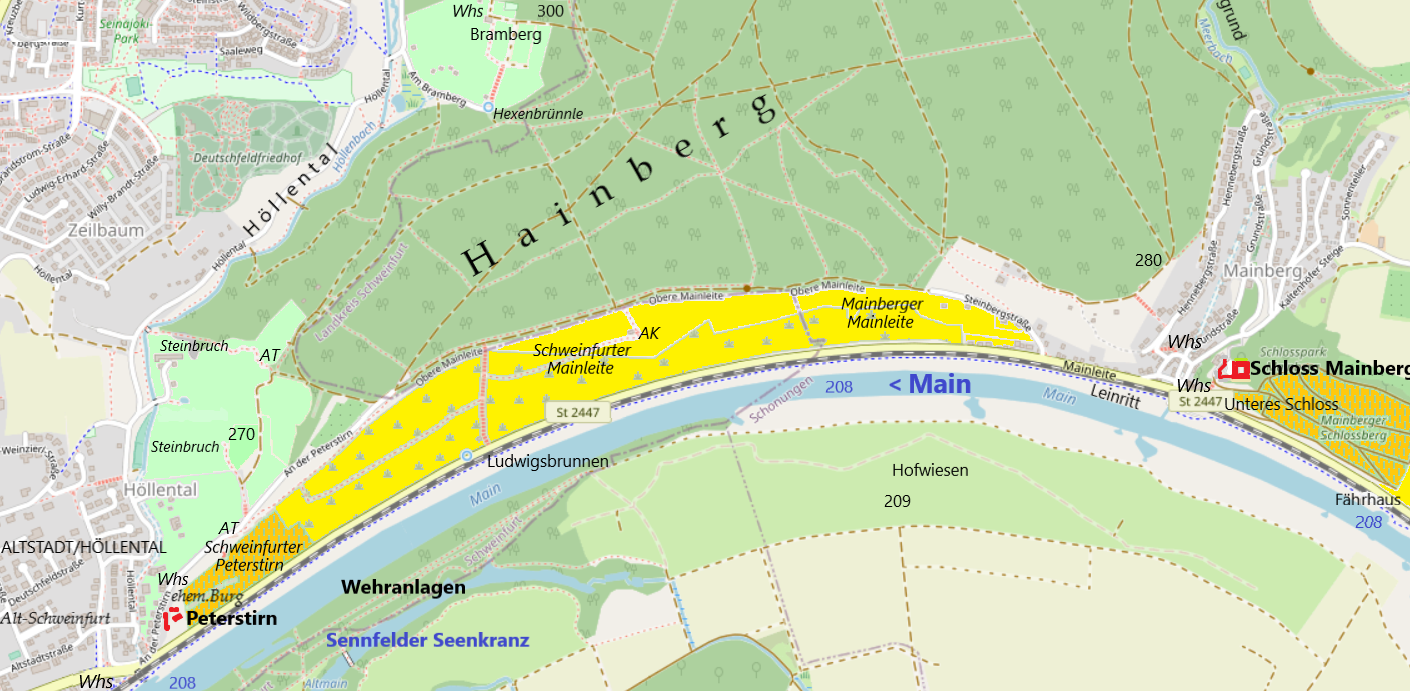
Die Mainleite beginnt an der Peterstirn und endet in Mainberg. Ocker: Heutiger Weinbau. Gelb: Weinbau bis Mitte des 20. Jahrhunderts

## Sattlersche Bauten

### Geschichte
Auf dem brach liegenden Areal wurde von 1872 bis 1874 eine burgähnliche Anlage im Stil des Historismus von der Schweinfurter Industriellenfamilie Sattler, unter damaliger Führung von Karl Sattler sowie von Friedrich Herding erbaut. Im Jahre 1895 erwarb der Weingroßhändler Lebküchner das Anwesen. 1943 wurde neben den Sattlerschen Bauten eine Flak-Stellung mit Vernebelungsanlage eingerichtet. Seit 1994 ist das Anwesen Sitz eines Weinguts (siehe: Weingut Dahms).

### Beschreibung
Die Anlage besitzt einen zweigeschossigen, zinnenbekrönten Turm, den Karlsturm und einen nördlichen Treppenturm. Ein Burgtor und eine Mauer aus dem Jahr 1874 umgeben das Burgareal. Die um die Jahrtausendwende restaurierten Deckengemälde im Turmzimmer stammen von Johann Ernst Sattler und Hans Thoma, einem der wichtigsten Vertreter der deutschen Malerei des 19. Jahrhunderts, von dem auch einige Werke im Museum Georg Schäfer in Schweinfurt, in der Neuen Pinakothek in München, in der Alten Nationalgalerie in Berlin und an weiteren namhaften Orten ausgestellt sind. Die Sattlerschen Bauten werden vom Bayerischen Landesamt für Denkmalpflege unter der Nummer D-6-62-000-22 geführt.

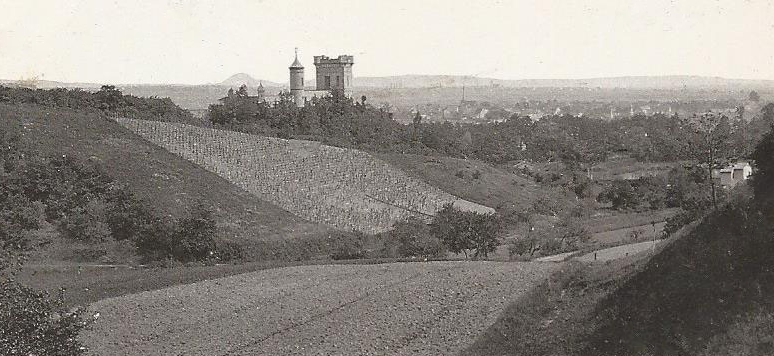
Sattlerschen Bauten über dem Höllental mit Weinbergen 1905
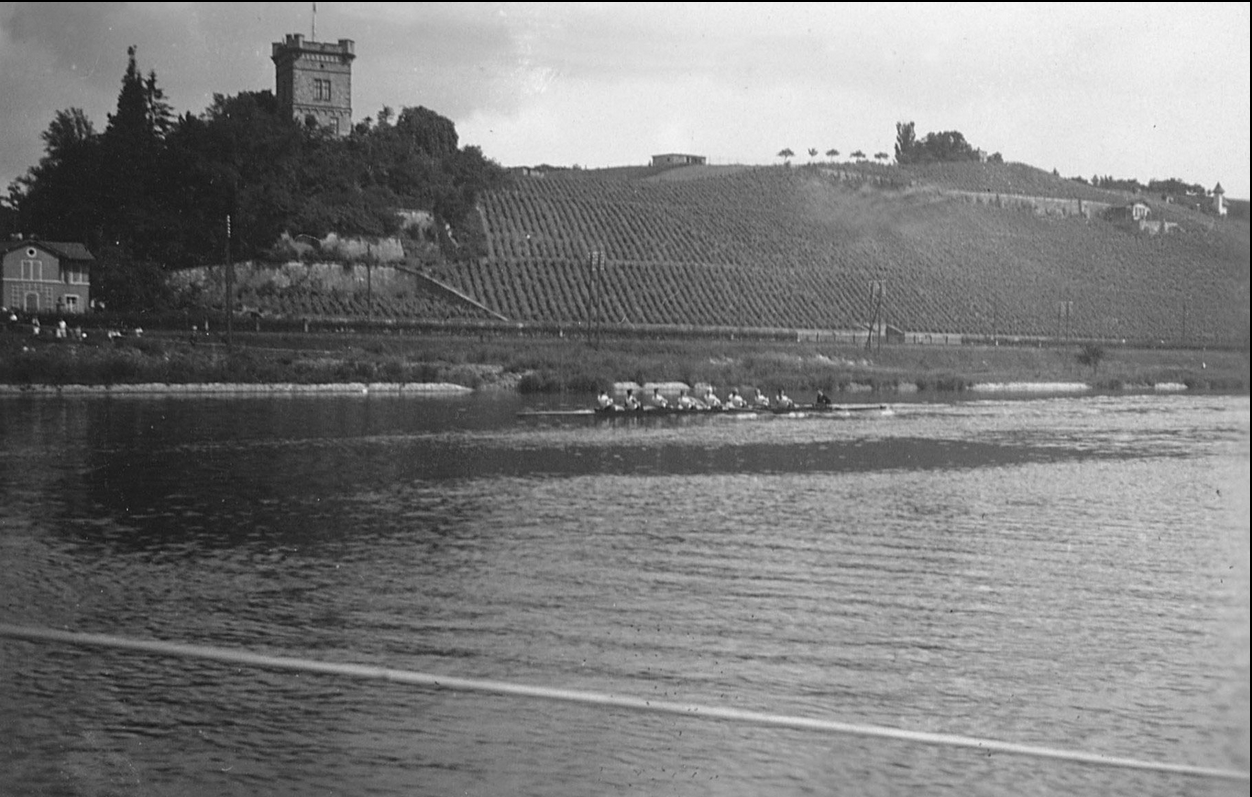
Karlsturm und Stützmauern (vermutlich Ort des einstigen Klosters) über dem Main 1932
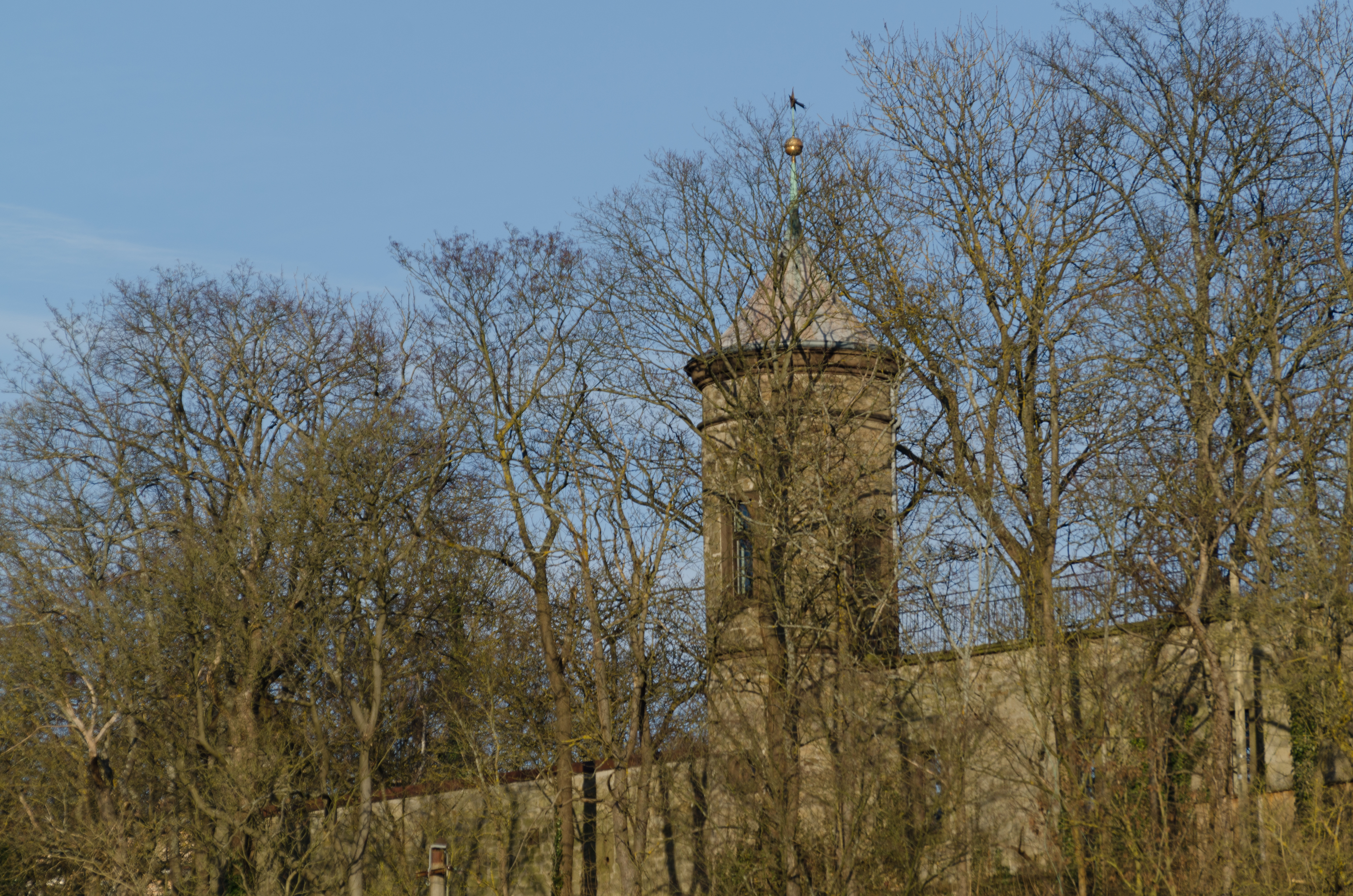
Treppenturm 2015

## Peterstirn
Aus Richtung Schweinfurt markiert die Peterstirn mit dem Karlsturm den Anfang der Mainleite. Die Peterstirn gehört als Landschaftsteil zur Mainleite, aber nicht als Weinlage (siehe Artikel-Einleitung).

### Etymologie und weitere Bedeutungen
Peterstirn (Ortsangabe: an der Peterstirn oder auf der Peterstirn) ist der Name des südwestlichen Sporns des Hainbergs am nordöstlichen Rand Schweinfurts. Das Wort Peterstirn wurde von dem einstmals hier befindlichen Benediktinerkloster Schweinfurt Stella Petri (deutsch: Stern des Petrus oder Petrusstern) abgeleitet und bestand als Flurname fort. Peterstirn ist auch der Name einer dort befindlichen Burganlage von 1874, eines heute darin beheimateten Weingutes und der dortigen Weinlage.

### Weinbau
Die Weinlage Schweinfurter Peterstirn befindet sich am steilen Abhang des Bergsporns zum Main. Nach einer Unterbrechung des Weinbaus nach dem Zweiten Weltkrieg wurde hier in den 1980er Jahren wieder ein Weinberg angelegt. Die Weinlage ist großlagenfrei und gehört zum Fränkischen Weinbaugebiet, Bereich Volkacher Mainschleife.
Siehe auch: Schweinfurt, Weinbau

### Weingut Dahms
Die Sattlerschen Bauten sind seit 1994 Sitz eines Weinguts der Schweinfurter Winzerfamilie Dahms. Hier finden zweimal jährlich, im Mai/Juni und im August, Weinfeste statt und daneben diverse Veranstaltungen. Sie haben einen hohen Stellenwert in der öffentlichen Wahrnehmung und sind über Schweinfurt hinaus in ganz Mainfranken bekannt. Außerhalb der Weinfeste ist die Anlage nicht öffentlich zugänglich.

Peterstirn mit Weingut Dahms
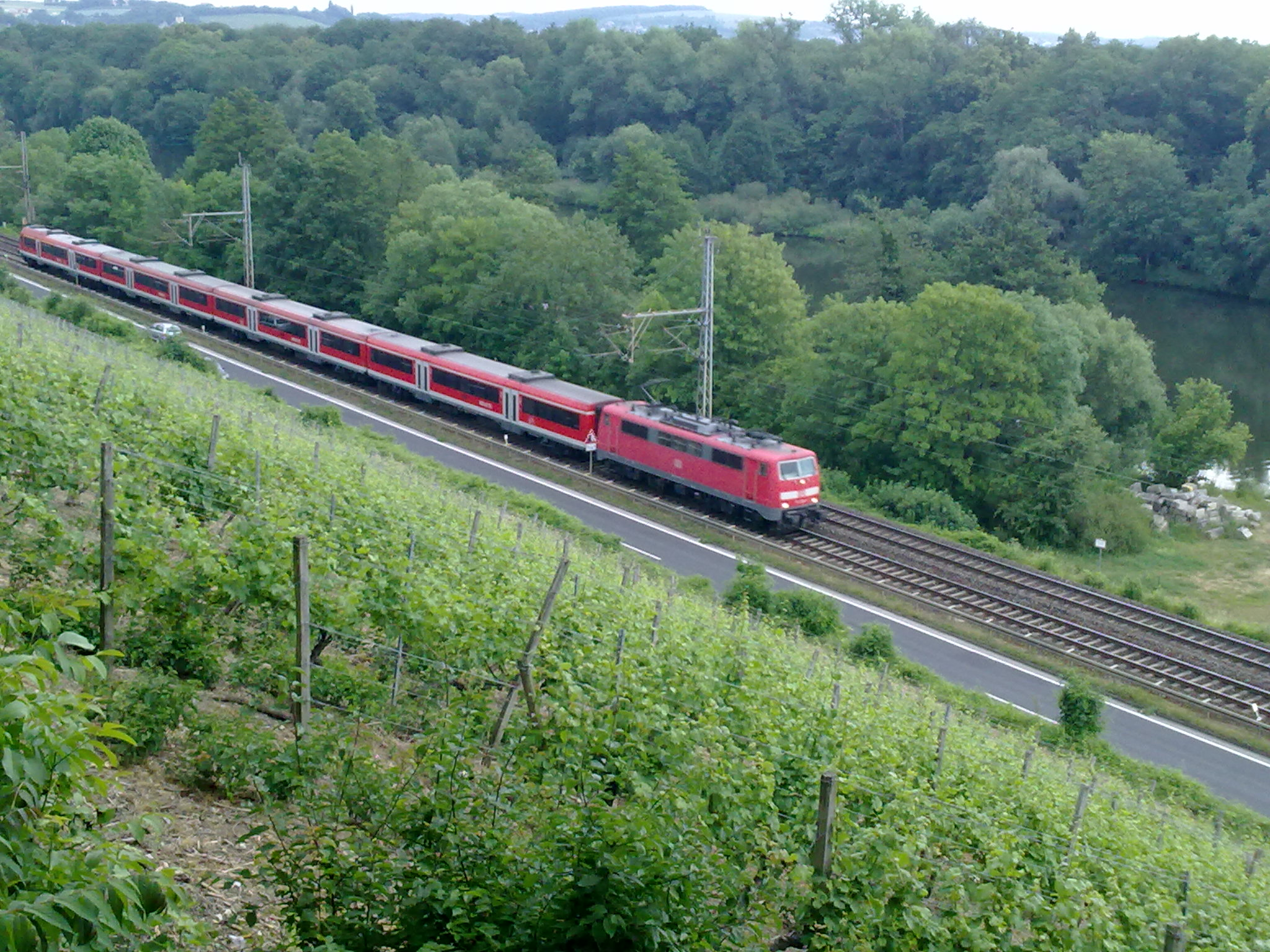
Mainleitenstraße, Bahnstrecke Bamberg–Schweinfurt und Weinberge
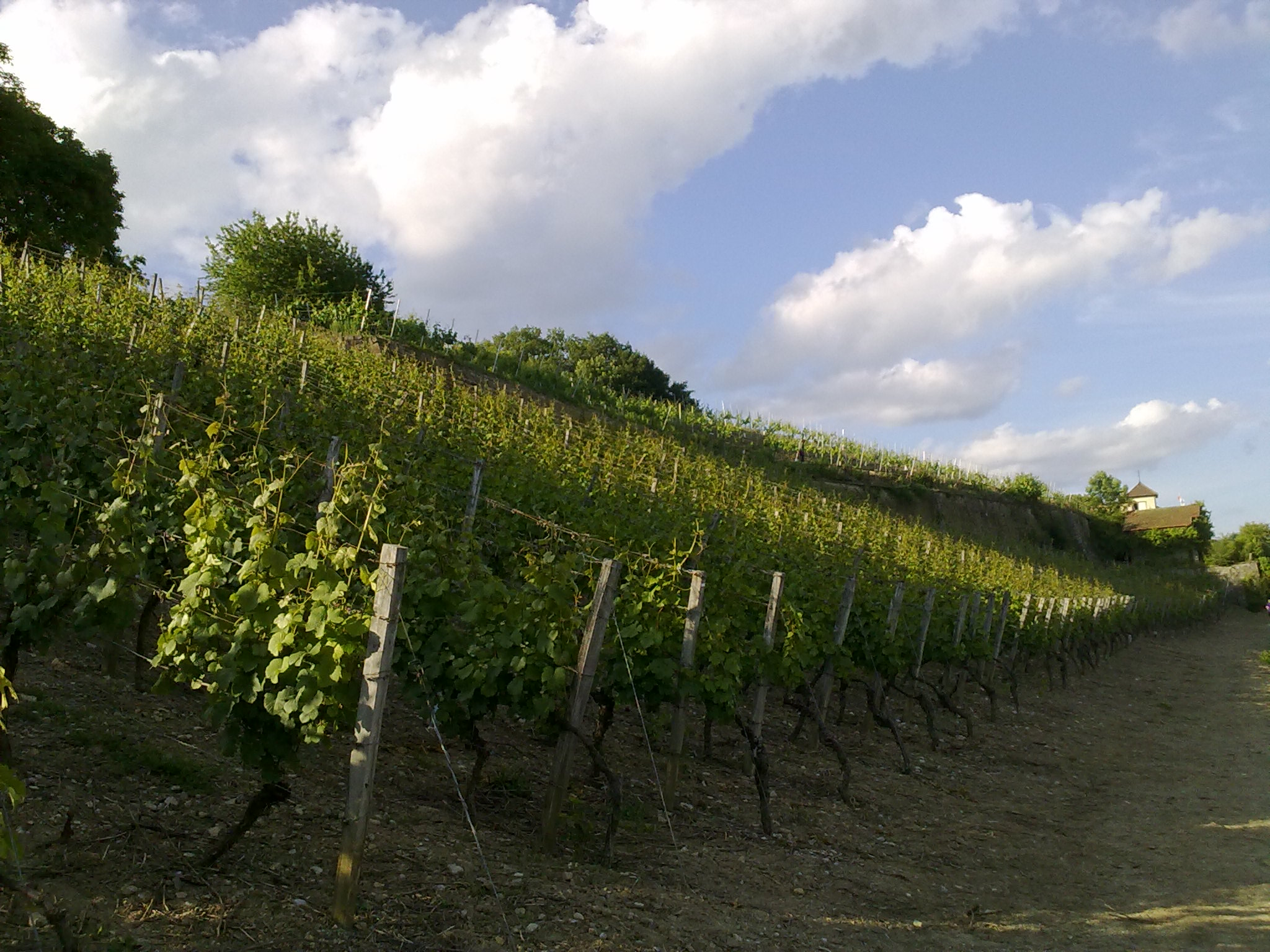
Weinlage Schweinfurter Peterstirn
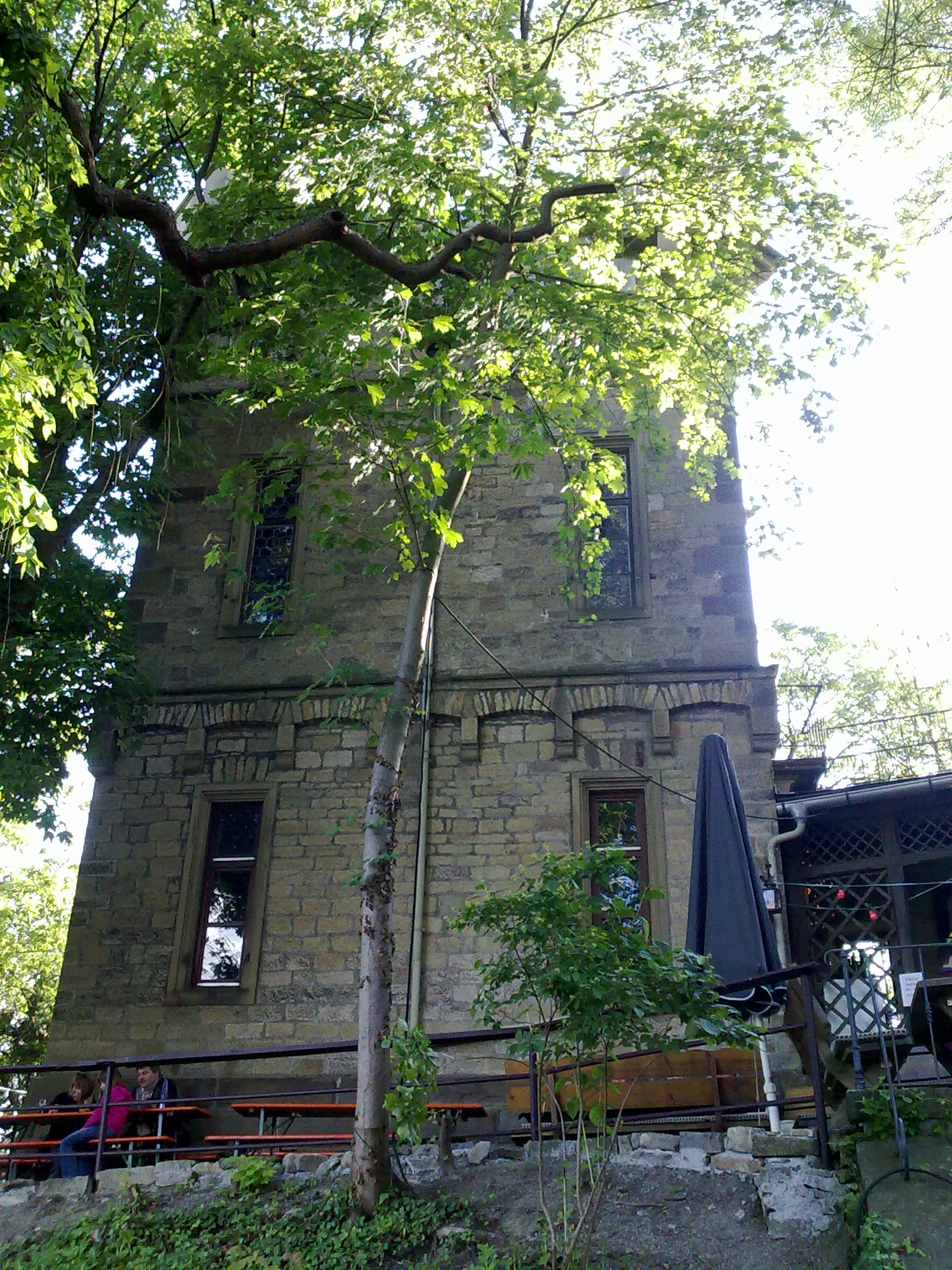
Innenhof des Weinguts mit Karlsturm
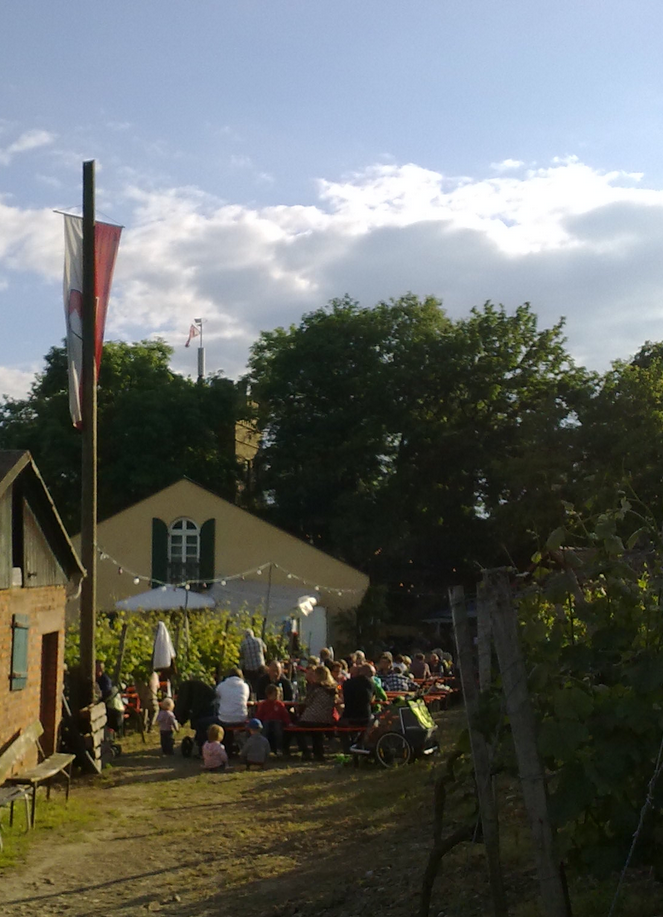
Weinfest im Weingut

## Mainleite

### Geographie

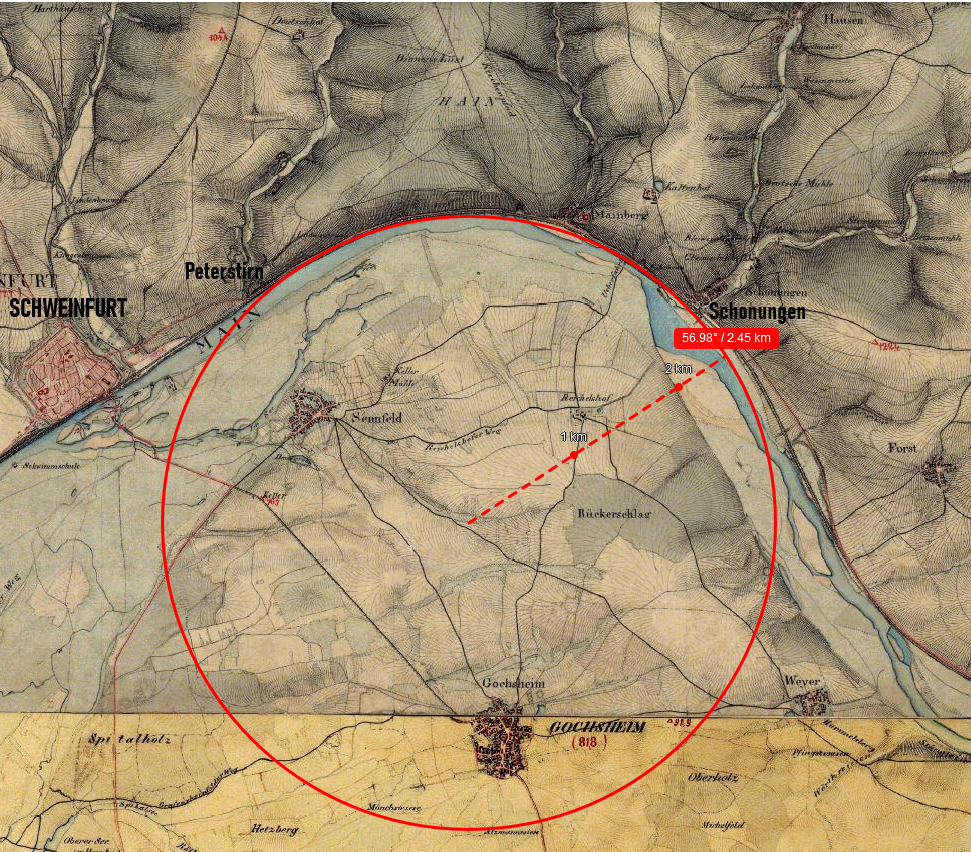
BayernAtlas Topografische Karte 1:25.000 um 1860. Die Mainleite folgt einem Kreisbogen mit 2,45 km Radius.

Die Mainleite ist ein etwa 2,7 km langer, maximal 200 m breiter und 35 ha großer Hang zwischen Main und Hainberg. Der steile Prallhang ist nach Süden ausgerichtet, mit einem „nahezu amphitheatralischen Eindruck.“ Die Mainleite und das weitere Maintal bis Schonungen folgt einem vier Kilometer langen Kreisbogen mit einem Radius von 2,45 Kilometern (siehe auch Foto am Artikelanfang). Der Wanderer an der Oberen Mainleite blickt jenseits des Mains im scheinbaren Stillstand immer auf dieselbe Stelle.

### Geologie
Oben herrscht an der Unteren Mainleite vorwiegend Oberer Muschelkalk 1+2 (Trochitenkalk- und Meißner Formation) vor und an der Oberen Mainleite Oberer Muschelkalk 3.

### Geschichte des Weinbaus

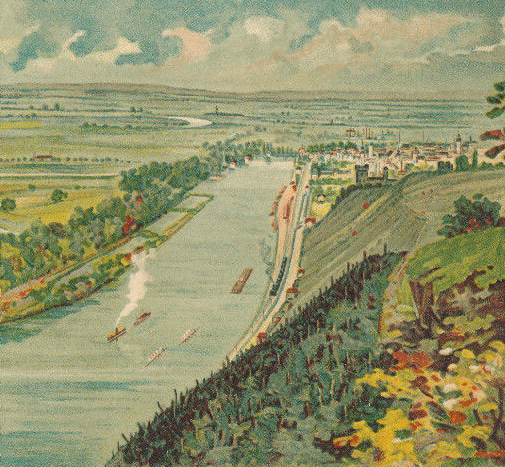
Mainleite mit Main, Weinbergen und Karlsturm, dahinter Schweinfurt. Romantisierende Darstellung um 1900 nach Vorbild des Mittelrheins

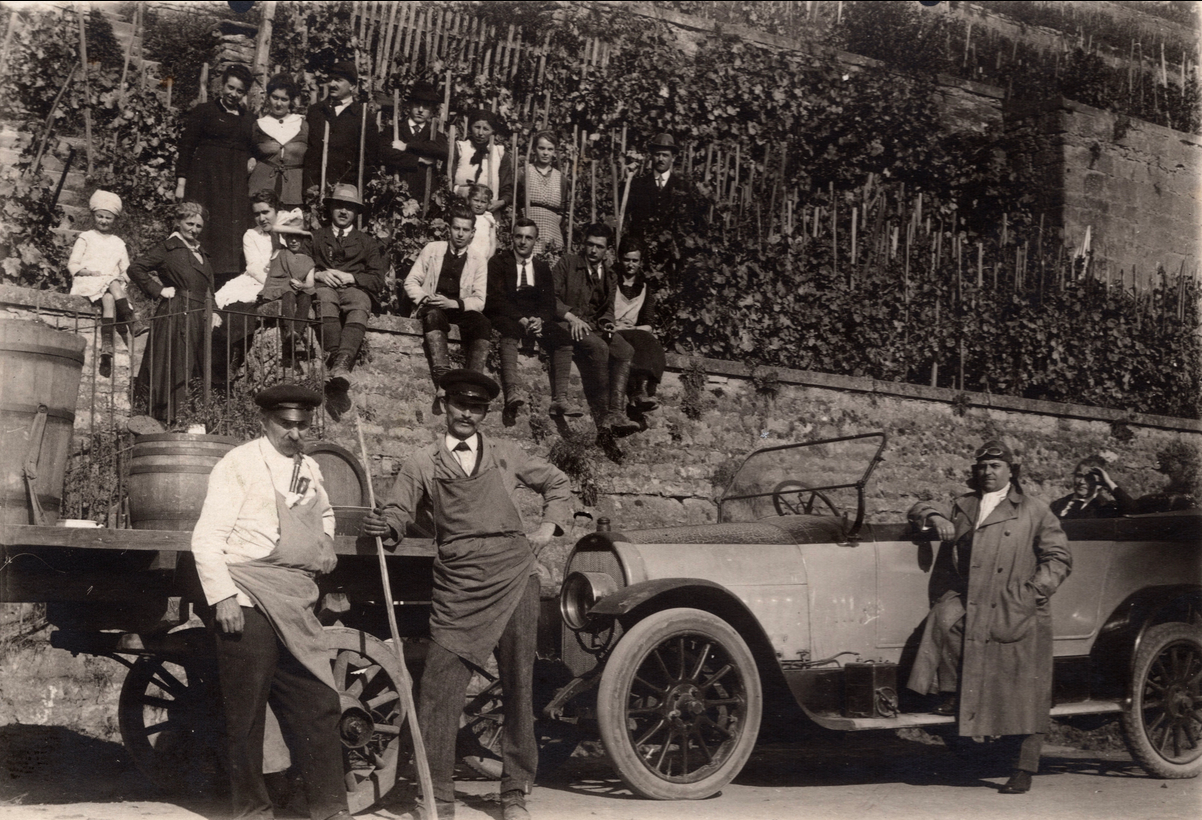
Weinlese an der Mainleite Anfang des 20. Jahrhunderts

Die Mainleite wurde erstmals im ersten Drittel des 14. Jahrhunderts in Gült- und Zinsbüchern des Deutschen Ordens schriftlich erwähnt.
- 1323 lässt sich Graf Berthold von Henneberg-Schleusingen vom Hochstift Eichstätt Weinberge „an der Meyenleyten“ verleihen.
- 1338 verkaufte Graf Heinrich XI. seinem Vetter Graf Berthold X. von Henneberg drei Äcker Weinwachs an der Mainleite.
- 1437 erwirbt Stadt Schweinfurt das Gebiet um die Peterstirn vom Deutschen Orden.[9]

Weinbergsmauern sind für das 16. Jahrhundert nachgewiesen. Die Mainberger Straße wurde durch Mauern gesichert. Treppen, die gleichzeitig zur Wasserführung dienten, erschlossen die Weinberge.
Am steilen Südost und Südhang der Mainleite wurde bis zur Mitte des 20. Jahrhunderts flächendeckend Weinbau betrieben. Neben der in den 1980er Jahren rekultivierten Weinlage Schweinfurter Peterstirn auch in den einstigen Weinlagen Schweinfurter Mainleite und Mainberger Mainleite, die inzwischen, bis auf kleine Ausnahmen, verwildert sind.

### Missstände und Ziele an der Mainleite

#### Derzeitiger Zustand
Nach Aufgabe des Weinbaus wurden insbesondere an der Oberen Mainleite im Laufe der Jahrzehnte viele Schwarzbauten errichtet, meist Wochenendhäuser, aber auch einzelne Wohnhäuser. Dadurch wurde das Landschaftsbild entscheidend gestört, was auch noch von der südlichen Mainseite kilometerweit sichtbar ist. Die historische Wein-Kulturlandschaft ist mit Ausnahme der Peterstirn, seit Jahrzehnten weithin verwahrlost, insbesondere in den unteren und oberen Randbereichen. Während sich im mittleren Bereich, entlang des Jägerpfads, der vom Beerhüterturm zur Bismarckhöhe führt, landschaftlich schöne Blicke eröffnen.

Am Jägerpfad
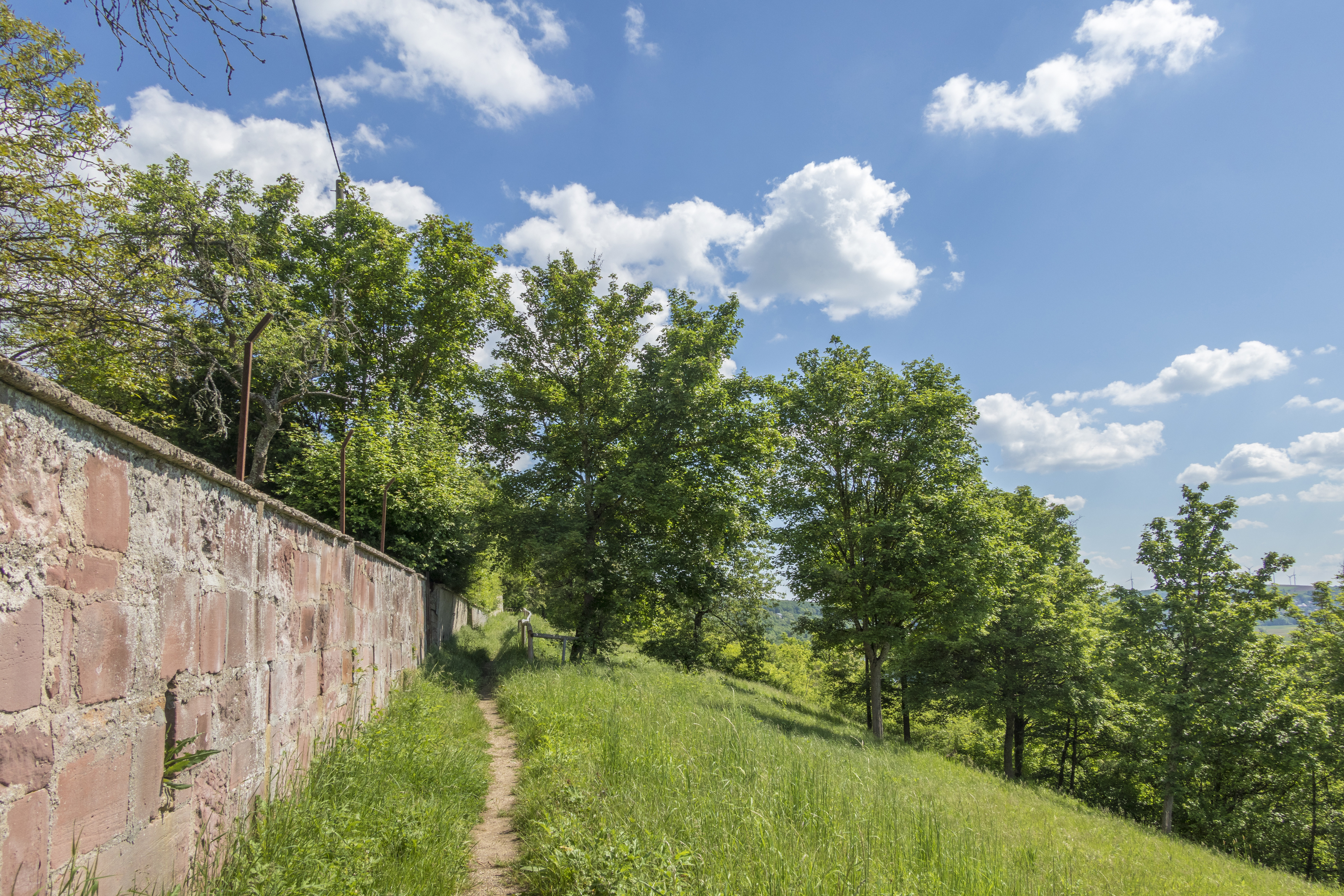
Jägerpfad Richtung Mainberg
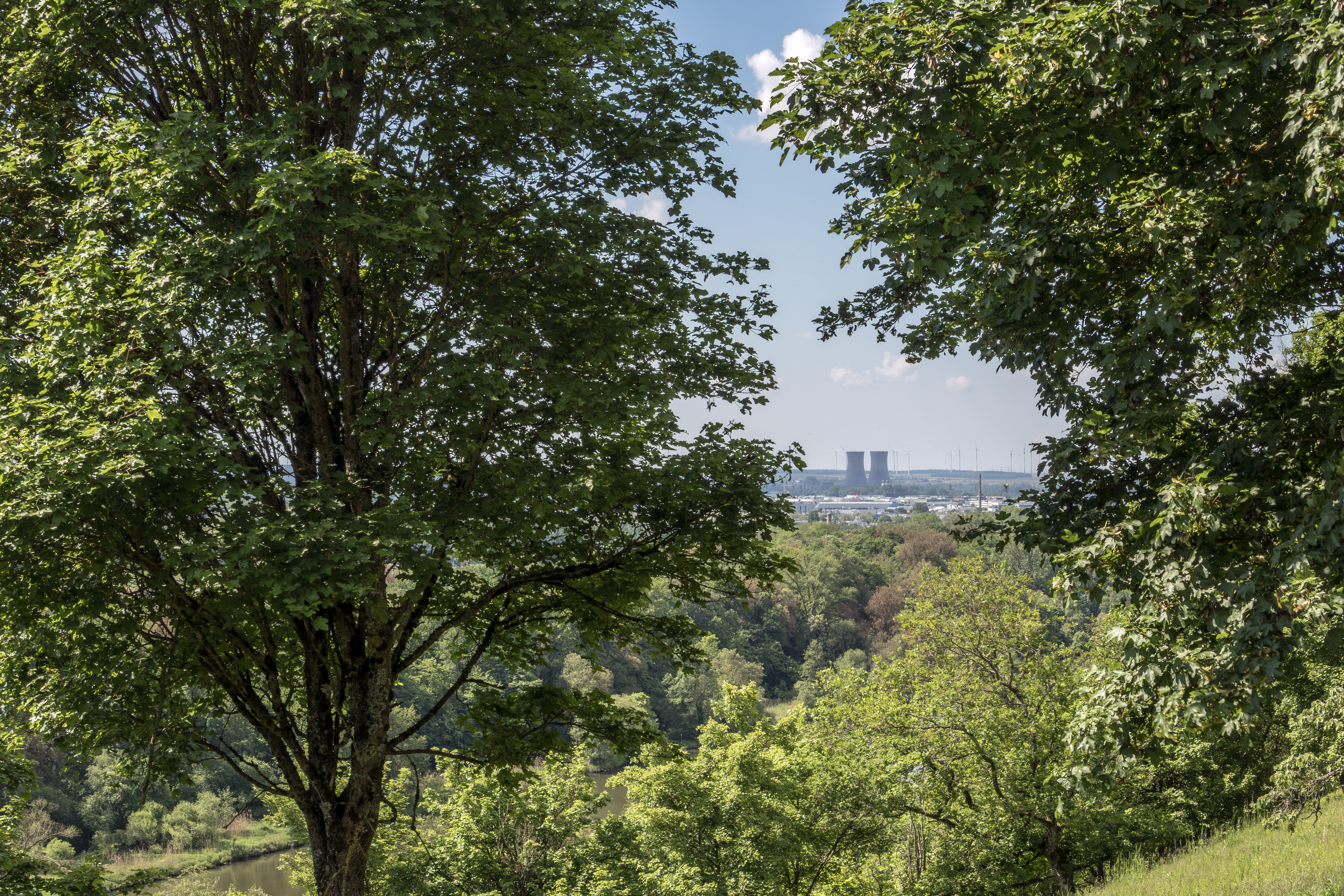
Blick zum Schweinfurter Hafengebiet
Blick zum Main bei Mainberg
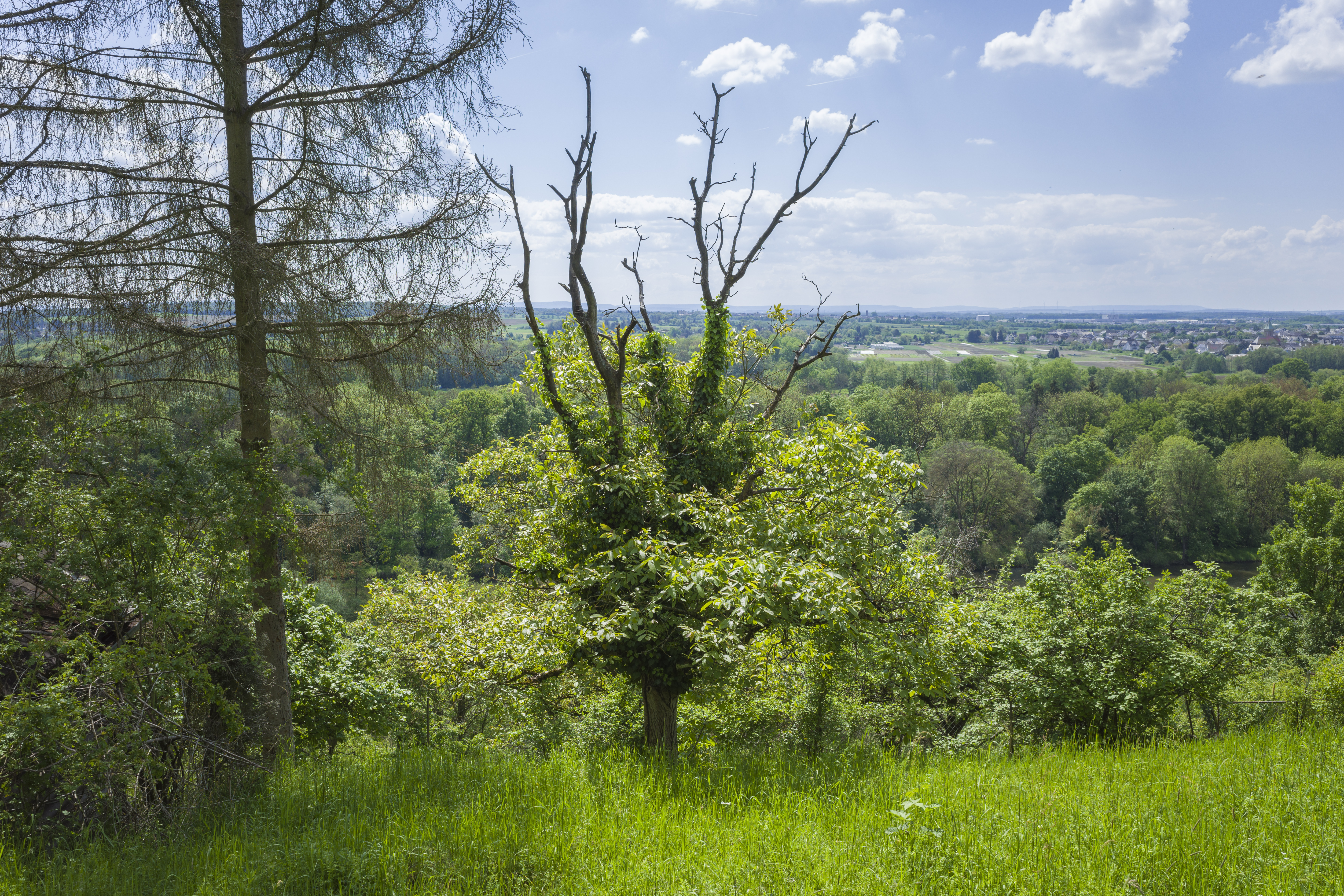
Blick ins Schweinfurter Becken, am Horizont der Steigerwald

#### Kritik am Landschaftsschutzgebiet
Im Jahre 1956 wurde die Mainleite als Landschaftsschutzgebiet ausgewiesen (siehe: Liste der Landschaftsschutzgebiete in Schweinfurt). Das Bayerische Landesamt für Denkmalpflege übt Kritik an diesem Landschaftsschutzgebiet:
„Landschaftsschutzgebiet – einerseits Chance, anderseits Problematik
>schützt Gehölzsukzessionen, nicht zielführend für die Kulturlandschaft, aber auch nicht für die Artenvielfalt
>ermöglicht eventuell steuernde Eingriffe
>konnte Zersiedlung nicht verhindern“
Der 2014 gegründete Verein Mainleite Schweinfurt-Schonungen will die Kulturlandschaft pflegen und den Weinbau wiederbeleben, was auch auf Zustimmung des Schweinfurter Bürgertums trifft.
„Der Verein will vor allem das 'Grundproblem' angehen, das bestehende 'Verbot für alles' [...] Dieses Landschaftsschutzgebiet loszuwerden, 'ist möglich' [...] unter Hinweis auf die seit 2008 schrumpfende Zahl an solchen alles verbietenden Schutzgebieten.“

#### Ziele
Das Kernproblem sieht der Verein in der Verbuschung, die weitere Probleme bringe: die Wildschwein-Plage und die schwer beschädigte Mauer entlang der Mainleitenstraße. Nötig wäre ein Flurbereinigungsweg, um an die unteren besonders stark verbuschten, derzeit schwer erreichbaren Grundstücke zu gelangen.
Ziele des Vereins Mainleite Schweinfurt-Schonungen e. V.:
- das Naherholungsgebiet nachhaltig stärken
- die Kulturlandschaft pflegen
- den Weinbau wiederbeleben[13]

Das Landesamt für Denkmalpflege stimmt mit den obigen Zielsetzungen überein: „Wege für die Zukunft: Schutz, Pflege und Entwicklung von Kulturlandschaften nur mit unterschiedlichen Akteuren möglich [...] Bürgergesellschaft über den Verein Mainleite Schweinfurt-Schonungen bereits positioniert.“
„Sehr gute Idee des Vereins – den zum Wald mutierenden Bereich wieder zur typischen Kulturlandschaft zwischen Schweinfurt und Mainberg zu gestalten. Zwischen Zeil und Ebelsbach wurde dies vorbildlich mit neuen Weinbergshäuschen, Parzellierungen und Wegeführung nach historischen Vorbildern gefördert und gestaltet [...] Das ehemalige Ausflugslokal könnte so wieder einer kulinarischen Nutzung zugeführt werden um die schöne Aussicht ins Maintal bei Wein und Spezialitäten zu geniesen. In Ligurien werden kleinteilige Weinbergsgrundstücke kostenfrei im Kulturreservat an Interessenten übertragen unter der Bedingung, dass die historischen Mauern instandgesetzt und mit Rebstöcken, Obstbäumen und Weinbergshäuschen gestaltet werden. Die Kulturlandschaft am Main ist ein über Jahrhunderte gewachsenes Wechselspiel zwischen Mensch & Natur.“

#### Werte der Kulturlandschaft
Thomas Gunzelmann vom Landesamt für Denkmalpflege nennt in seiner Abhandlung zur Mainleite folgende Werte der historischen Kulturlandschaft:
- historischer Zeugniswert, im Einzelfall auch Denkmalwert: historische Kulturlandschaft als Träger materieller geschichtlicher Überlieferung
- emotionaler Wert: Heimatverbundenheit (Identität), Schönheit (Ästhetik), Vielfalt, Eigenart, Seltenheit, (Wieder)Erkennbarkeit und Vertrautheit
- ökologischer Wert: Artenvielfalt (Biodiversität), Lebensraumvielfalt (Biotopvielfalt), Ressourcenschutz
- ökonomischer Wert: Tourismus, Regionalmarketing, Place Branding/Regio Branding.[15]

Die ersten beiden Punkte treffen im besonders hohen Maß auf die Mainleite zu, da an ihrem westlichen Rand der Ursprung Schweinfurts liegt (siehe: Peterstirn) und da sich hier die einzigen Weinberge der einstmals großen Weinstadt befinden (siehe: Schweinfurt, Weinbau). Weshalb der Weinbau für die Kultur, die eigene Wahrnehmung und den Lebensstil der Schweinfurter Bevölkerung bis heute von großer Bedeutung ist. Die Mainleite, mit ihren beiden markanten Endpunkten Peterstirn und Schloss Mainberg, hat deshalb beim alteingesessenen Schweinfurter Bürgertum einen hohen emotionalen Wert, was man auch an den nachfolgenden Beispielen sieht, die im großen Kontrast zum derzeitigen Zustand der Mainleite stehen:
- Schweinfurter Mainleite heißt das vierteljährlich erscheinende Organ des Historischen Vereins Schweinfurt
- Rotary Club Schweinfurt-Peterstirn ist der Name eines der drei Schweinfurter Rotary Clubs
- An der Meyenburg (gemeint ist das Schloss Mainberg) ist der Name des Schweinfurter Reychs (Ortsgruppe) der Schlaraffia

#### Qualitäten der Mainleite
In der obigen Abhandlung werden zudem folgende Qualitäten der Mainleite genannt:
- einzigartige Kulturlandschaft in Franken (und damit auch Bayern)
- hoher Anteil an originaler Substanz
- hohe und komplexe historische Aussagefähigkeit
- hohes Potential für die regionale Identität
- hohes Potential für das Place Branding[16]

### Naherholung

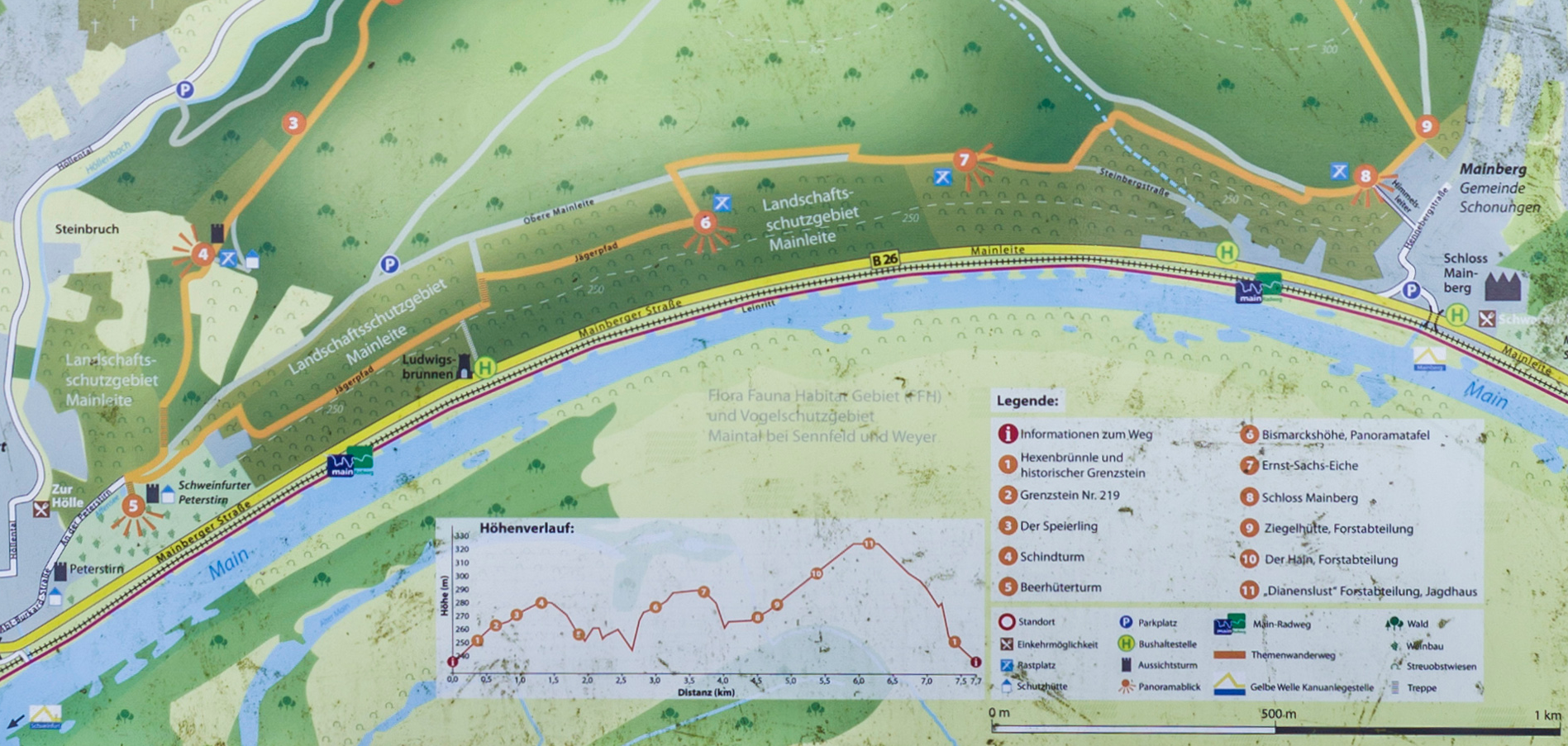
Wanderwege und Aussichtspunkte an der Mainleite

Die Mainleite und ihre Umgebung wurden bereits Ende des 18. Jahrhunderts als Naherholungsgebiet entdeckt. Mitte des 19. Jahrhunderts wurden Aussichtspunkte errichtet.
Seit den 1960er Jahren führt die Mainleite ein Schattendasein. Neuerdings erhält sie, infolge der Wiederbelebung der Peterstirn, wieder mehr Aufmerksamkeit. Die Mainleite ist Teil des sich weit in die südwestlichen Ausläufer der Schweinfurter Rhön hineinziehenden, größten Schweinfurter Naherholungsgebietes, mit einem dichten Netz von Wanderwegen. Vom Beerhüterturm oberhalb der Peterstirn geht der Blick über das Schweinfurter Becken bis zum Kamm des Steigerwalds, der Anteil an allen drei fränkischen Regierungsbezirken hat. Der Jägerpfad bietet schöne Ausblicke ins Maintal (siehe: Derzeitiger Zustand).

### Mainleitenstraße

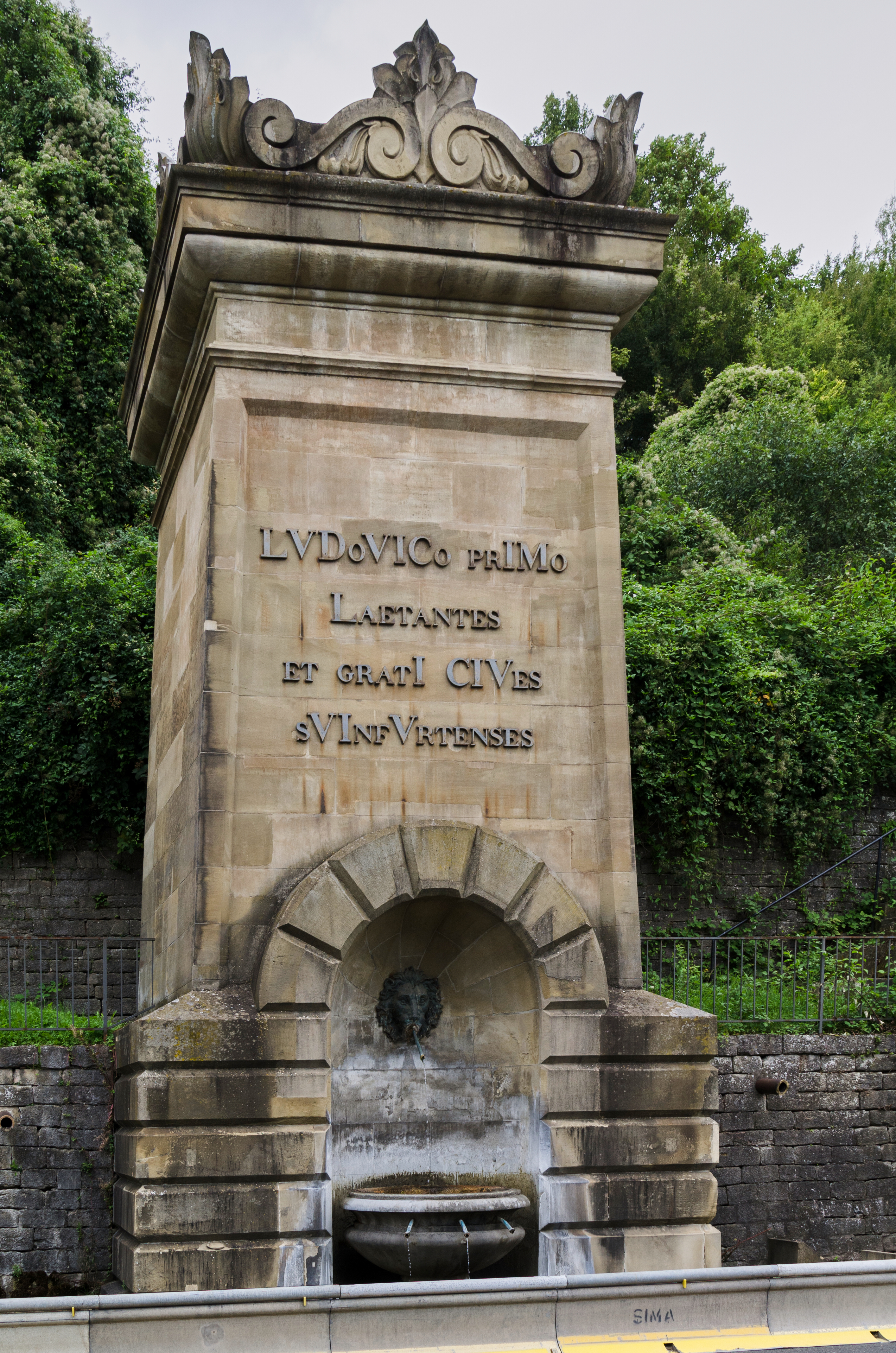
Ludwigsbrunnen (1830). Wahrzeichen der Mainleite

Zwischen der Bahnstrecke und dem Hang der Mainleite verläuft die Mainberger Straße, die auf Mainberger Gebiet Mainleite heißt. Die alte Mainleitenstraße wurde 1407 erstmals erwähnt und ist Teil der Landstraße von Schweinfurt nach Bamberg, die um 1815 als unpassierbar bezeichnet wurde. Bis 1842 wurde sie vom Königreich Bayern zur gepflasterten Chaussee ausgebaut. Aus diesem Anlass wurde zu Ehren des bayerischen Königs Ludwig I. an der Straße der Ludwigsbrunnen errichtet. Der Überlieferung nach soll Ludwig I. mit seiner Kutsche auf der Mainleitenstraße im Morast stecken geblieben sein und daraufhin veranlasst haben, die Straße auszubauen. Die Mainleitenstraße war noch bis in die Nachkriegsjahrzehnte gepflastert und Teil der Bundesstraße 26 von Hallstadt bei Bamberg nach Riedstadt am Rhein. Seit Fertigstellung der Autobahn 70 hat die B 26 im Raum Schweinfurt nur noch lokale Bedeutung und wurde hier 2016 zur Staatsstraße 2447 zurückgestuft.

### Leinritt
Am Leinritt betrieben Schweinfurter Fischer (siehe: Fischerrain) seit 1817 eine regelmäßige Schifffahrt nach Bamberg. Starke Pferde zogen die Lastschiffe mainaufwärts, beladen mit Produkten des sehr fruchtbaren Schweinfurter Landes (Gemüse, Obst, Getreide) sowie mit Holz und Kohlen. Die Fischer machten dabei ein gutes Geschäft, bis 1852 durch die neue Konkurrenz der Eisenbahn diese Schifffahrt hier zum Erliegen kam.
Das historische Pflaster des Leinritts blieb bis in die Nachkriegsjahrzehnte erhalten. Schließlich wurde der Leinritt asphaltiert, als Abschnitt des 600 km langen Main-Radwegs, der 2008 als erster deutscher Radfernweg vom Allgemeinen Deutschen Fahrrad-Club (ADFC) mit fünf Sternen ausgezeichnet wurde.

### Eisenbahn
Zwischen der Mainleitenstraße verläuft entlang des Mains seit 1852 die Ludwigs-Westbahn bzw. die heutige Bahnstrecke Bamberg–(Schweinfurt)–Rottendorf (bei Würzburg).